# Clytra espanoli
Clytra espanoli – gatunek chrząszcza z rodziny stonkowatych i podrodziny zmróżek. Zamieszkuje zachód regionu śródziemnomorskiego.

## Taksonomia
Gatunek ten opisany został po raz pierwszy w 1977 roku przez Mauro Daccordiego i Eduarda Petitpierra na łamach „Miscellània Zoologica”. Jako miejsce typowe wskazano Sierra de Cazorla w gminie La Garriga w Hiszpanii.

## Morfologia
Chrząszcz o walcowatym ciele długości od 7 do 11,5 mm. Barwa głowy, przedplecza i tarczki jest czarna. Boki przedplecza są wąsko, rowkowato obrzeżone. Pokrywy są żółtopomarańczowe do prawie czerwonych z czarnym wzorem obejmującym parę plamek barkowych i parę poprzecznych plam za środkiem długości, przeciętnie mniejszych niż u podobnej moszenicy wierzbówki. Genitalia samca wyróżniają się środkowym płatem edeagusa o dachowatej krawędzi przedniej i niemal prostych bokach.

## Ekologia i występowanie
Larwy przechodzą rozwój w mrowiskach, żerując na jajach i larwach mrówek. Osobniki dorosłe są polifagicznymi foliofagami żerującymi na liściach drzew i krzewów liściastych, w tym Quercus pyrenaica, Quercus rotundifolia i żarnowca miotlastego.
Owad palearktyczny, znany z Maroka, Hiszpanii, Francji i Sardynii.